# Peter Dadam

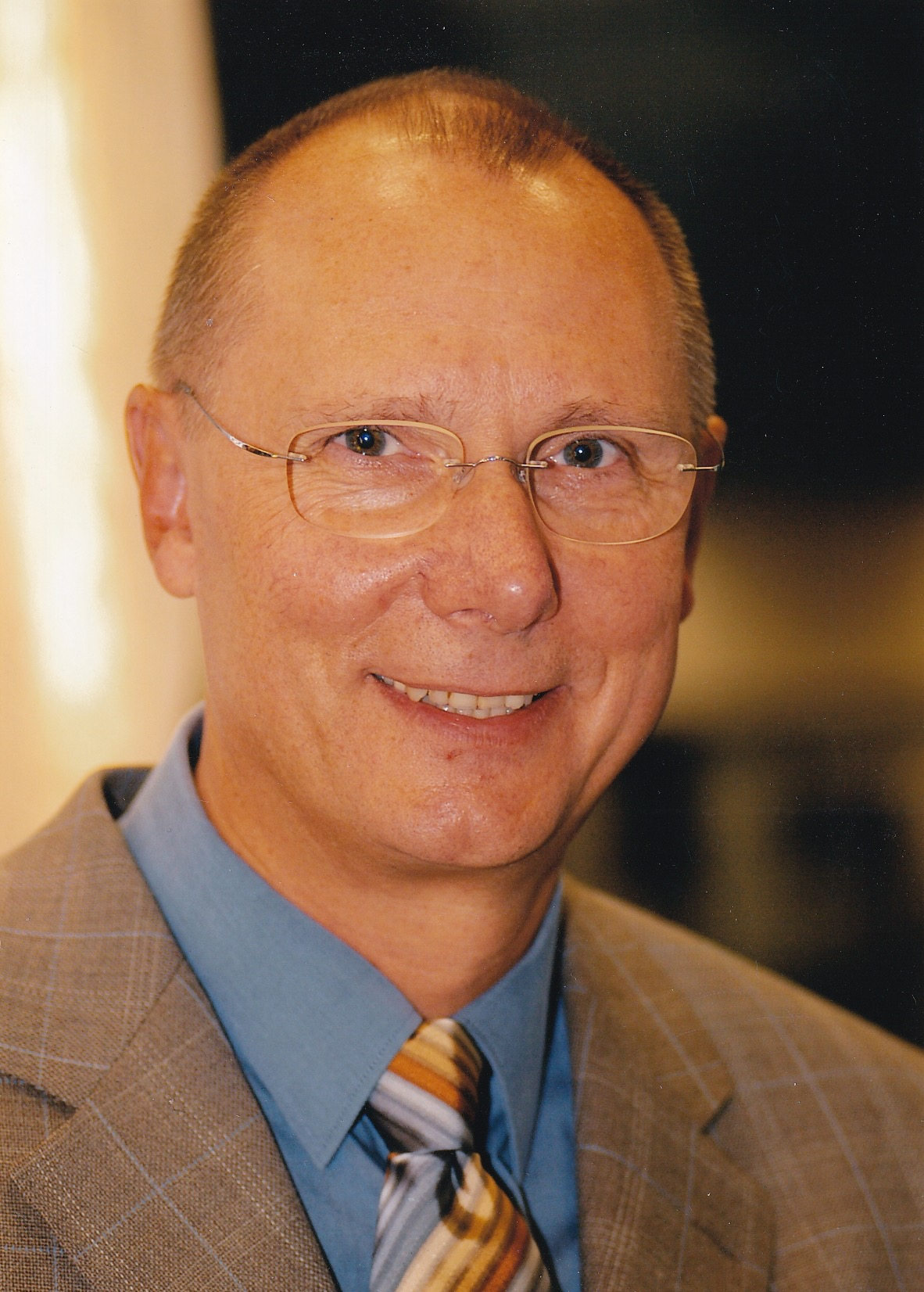
Peter Dadam (2004)

Peter Dadam (* 31. Mai 1949 in Esslingen am Neckar) ist ein deutscher Informatiker und emeritierter Professor an der Fakultät für Ingenieurwissenschaften, Informatik und Psychologie der Universität Ulm, an der er die Leitung des Instituts für Datenbanken und Informationssysteme (DBIS) innehatte.

## Leben
Peter Dadam besuchte von 1960 bis 1966 bis zur Mittleren Reife das Schelztor-Gymnasium in Esslingen am Neckar. Im Anschluss daran absolvierte er bis 1969 eine Lehre als Industrie-Kaufmann bei der Richard Hirschmann GmbH & Co. KG in Esslingen. Die Firma gehörte seinerzeit zu den EDV-Pionieren im Raum Esslingen. Sie verfügte über ein eigenes Team von Softwareentwicklern und betrieb in ihrer Hauptverwaltung in Esslingen ein Rechenzentrum mit einem Großrechner des Typs IBM System/360, in dem er im zweiten Lehrjahr für einige Wochen tätig sein durfte. Diese für ihn völlig neuartige Welt war für den 18-jährigen Peter Dadam derart faszinierend, dass er beschloss in diesem Bereich zukünftig beruflich tätig zu werden. Von 1971 bis 1974 absolvierte er deshalb ein Studium der Betriebswirtschaftslehre an der Fachhochschule Nürtingen und im Anschluss daran von 1974 bis 1978 ein Wirtschaftsingenieur-Studium der Fachrichtung Operations Research / Informatik an der Universität Karlsruhe (heute: KIT). Nach Abschluss dieses Studiums folgte er Gunter Schlageter als Wissenschaftlicher Mitarbeiter an die Universität Dortmund (für ca. 1,5 Jahre) und dann an die FernUniversität in Hagen, wo er 1982 in der Fakultät für Mathematik und Informatik mit einer Dissertation im Themengebiet „Verteilte Datenbanken“ zum Dr. rer. nat. promoviert wurde.
Von 1982 bis 1990 war er wissenschaftlicher Mitarbeiter (und ab 1985 als deren Leiter) in der Abteilung „Advanced Information Management (AIM)“ am Wissenschaftlichen Zentrum der IBM in Heidelberg (WZH) tätig. 1990 verließ er das WZH und nahm den Ruf als Informatik-Professor und Leiter des Instituts für Datenbanken und Informationssysteme der Universität Ulm an die in Gründung befindliche Fakultät für Informatik an. Zusammen mit seinen Kollegen Uwe Schöning, Peter Schulthess und Friedrich von Henke gehörte er zu den "Gründungsprofessoren" der jungen Fakultät, die in den Folgejahren federführend den weiteren Ausbau der Fakultät vorantrieben.
Am 1. Oktober 2014 trat er in den Ruhestand.

## Forschung

### 1979–1982: Universität Dortmund / FernUniversität in Hagen
Auf Anregung und Empfehlung seines Doktorvaters Gunter Schlageter, arbeitete sich Peter Dadam in das damals noch sehr junge Gebiet der "Verteilten Datenbanken" ein; und zwar insbesondere in die Themen "Synchronisation verteilt ausgeführter Transaktionen" sowie "Backup und Recovery" und unternahm in diesen Themenbereichen auch seine ersten wissenschaftlich-publizistischen "Gehversuche"; auch seine Dissertation befasste sich mit diesen Themen.

### 1982–1990: Wissenschaftliches Zentrum der IBM in Heidelberg (WZH)
Im ersten Jahr seiner Tätigkeit wurden von der AIM-Abteilung sehr viele zu erwartende Einsatzgebiete für Datenbank-Systeme, wie z. B. Computer-integrated manufacturing (CIM), Information Retrieval und Geo-Informationssysteme, hinsichtlich ihrer Anforderungen in Bezug auf die zu verwaltenden Daten, die zu erwartenden Abfragen und Änderungen sowie die System-Architektur untersucht. Hinsichtlich der (logischen) Speicherung der Daten sowie den geforderten Arten von Abfragen ging es auch darum zu evaluieren, ob die zuvor am WZH entwickelten NF2-Relationen hierfür bereits ausreichend mächtig sind. Als Ergebnis dieser Untersuchung wurde ein erheblich erweitertes Datenmodell entworfen, das den Namen "erweiterte NF2-Relationen" (eNF2-Relationen) erhielt. Mitte 1983 wurde beschlossen, ein solches System – das den Namen Advanced Information Management Prototype (AIM-P) erhielt – prototypisch zu realisieren und zu erproben. Nachdem die Untersuchungen nahe legten, dass zudem auch die Fähigkeit zur temporalen Datenhaltung in Zukunft gefordert werden wird, wurde diese ebenfalls von Anfang an in den Systementwurf mit aufgenommen. – Peter Dadam war in der Folge schwerpunktmäßig für Entwurf und Implementierung von systemnahen Komponenten wie den (Sub-)Tuple-Manager (der die Abbildung aller Arten von Datensätzen auf den Hintergrundspeicher leistete), die Realisierung der Zeitversionen, Sperrverfahren und Recovery zuständig. Mitte 1985 wurden ihm die Leitung der AIM-Abteilung und des AIM-P-Projektes übertragen. In dieser Zeit wurden die Erweiterungen von AIM-P für die „kooperative“ Bearbeitung von Datenobjekten durch Workstation und Datenbankserver, die Unterstützung von benutzerdefinierten Datentypen und Funktionen, die Implementierung einer hierzu passenden, vollumfänglichen Programmierschnittstelle (API) realisiert sowie die Leistungsfähigkeit von AIM-P in einem anspruchsvollen Anwendungsprojekt evaluiert. – Mit dieser Funktionalität und den daraus resultierenden Fähigkeiten war AIM-P der funktional mächtigste lauffähige Datenbanksystem-Prototyp dieser Dekade.

### 1990–2014: Universität Ulm
Die ersten Jahre waren stark geprägt von der Aufbausituation der Fakultät, des Instituts sowie die Erstellung und Durchführung diverser Lehrveranstaltungen. Die Forschungstätigkeit beschränkte sich in dieser Zeit deshalb im Wesentlichen auf die Fortführung und den Abschluss von Forschungsarbeiten, die noch durch das AIM-P-Projekt motiviert waren; auch später wurde das Thema eNF2-Relationen nochmals aufgegriffen, allerdings aus einem völlig anderen Blickwinkel heraus.
Von 1992 bis 1995 führte er, in enger Zusammenarbeit mit Kollegen aus der Medizinischen Fakultät, das interdisziplinäre Forschungsprojekt OKIS zu klinischen Informationssystemen durch. Im Verlauf dieses Projektes – insbesondere beim Einsatz von KI-Technologie zur Unterstützung der Diagnostik – kristallisierte sich heraus, dass klinische Informationssysteme nicht nur den Umgang mit den Daten, sondern auch die Abläufe („Workflows“, „Prozesse“) in Administration, Diagnostik und Therapie adäquat unterstützen sollten, um signifikante Verbesserungen zu erreichen. „Adäquat“ bedeutet in diesem Zusammenhang, dass ein solches "Prozess-Management-System" z. B. (auch) zyklische Abläufe, die sehr rasche Implementierung robust laufender Prozesse, die Integration beliebiger Anwendungen und Dienste, Ad-Abweichungen vom vorgeplanten Prozess zur Laufzeit ermöglichen und trotzdem für Prozessentwickler und -anwender einfach zu bedienen sein muss. Eingehende Evaluierungen existierender Systeme und deren Basistechnologien ergab, dass mit diesen diese Anforderungen nicht erfüllt werden können.
Es zeichnete sich ab, dass es nicht reichen würde, die vorhandenen Technologien (wie z. B. Petri-Netze) einfach etwas "aufzubohren", sondern dass technologisch neue Wege beschritten werden müssen, um diese Ziele zu erreichen. 1994 startete er deshalb zusammen mit Manfred Reichert (zu dieser Zeit sein Mitarbeiter und Doktorand) das Forschungs- und Entwicklungsprojekt ADEPT, mit dem sie zu Pionieren einer neuen Forschungsrichtung, den „Adaptiven Prozess-Management-Systemen“, werden sollten. Die Veröffentlichungen aus dem Jahr 1998 zum ADEPT-Meta-Modell und seinen formalen Grundlagen sowie aus dem Jahr 2004 zu den Korrektheitskriterien bei dynamischen Änderungen wurden zu den weltweit meistzitierten Publikationen dieses Genres. Die oben erwähnten Ziele wurden mit dem ADEPT-Ansatz voll erfüllt; und zwar insbesondere die einfache Einarbeitung in die Prozessmodellierung und die rasche Implementierung robust laufender Prozesse durch das mit diesem Ansatz realisierbare "Correctness by Construction"-Prinzip. Die darauf basierenden weiterführenden Forschungsarbeiten zu Themen wie etwa „Verteilte Ausführung von Prozessen“, „Prozess-Schema-Evolution“, „Wissensbasierte Prozess-Adaption“, „Gewährleistung semantischer Korrektheit“ und „Prozess-Compliance“ bewiesen darüber hinaus eindrucksvoll die große Mächtigkeit und das enorme Potenzial dieses Ansatzes.
Von 2004 bis 2007 führten Peter Dadam und Colin Atkinson zusammen mit Industriepartnern das Forschungsprojekt AristaFlow durch, in dem sowohl neue Wege der Prozess-Komposition erforscht und prototypisch realisiert als auch eine hierzu passende neue Systemarchitektur entworfen und implementiert wurden. 2008 gründeten Peter Dadam und Manfred Reichert gemeinsam mit Industriepartnern und Instituts-Mitarbeitern die AristaFlow GmbH, die auf Basis dieser Technologie das kommerzielle Produkt AristaFlow BPM Suite realisierte, das heute in zahlreichen Firmen weltweit erfolgreich produktiv im Einsatz ist.

## Veröffentlichungen (Auswahl)
- Lehrbuch: Dadam, P.: Verteilte Datenbanken und Client/Server-Systeme, Springer, 1996, ISBN 978-3-642-61472-9
- Lum, V.; Dadam, P.; Erbe, R.; Guenauer, J.; Pistor, P.; Walch, G.; Werner, H.; Woodfill, J.: Designing DBMS Support for the Temporal Dimension, Proc. ACM-SIGMOD '84, Boston, Mass., June 1984, pp. 115–130, doi:10.1145/971697.602276
- Dadam, P.; Lum, V.; Werner, H.: Integration of Time Versions into a Relational Database System, Proc. VLDB 1984, August 1984, Singapore, pp. 509–522 (pdf)
- Dadam, P.; Kuespert, K.; Andersen, F.; Blanken, H.; Erbe, R.; Guenauer, J.; Lum, V.; Pistor, P.; Walch, G.: A DBMS Prototype to Support Extended NF2 Relations: An Integrated View on Flat Tables and Hierarchies, Proc, ACM-SIGMOD Conference 1986, San Francisco, California, May 1986, pp. 356–367[14]
- Dadam, P.: Advanced Information Management (AIM): Research in Extended Nested Relations, IEEE Data Engineering Bulletin 11(3): 4–14 (1988)[30]
- Dadam, P.; Linnemann, V.: Advanced Information Management (AIM): Advanced Database Technology for Integrated Applications, IBM Systems Journal 28(4), 1990, pp. 661–681, doi:10.1147/sj.284.0661
- Dadam, P.; Reichert, M.; Kuhn, K.: Clinical Workflows - The Killer Application for Process-oriented Information Systems? Proc. 4th Int'l Conf. on Business Information Systems (BIS'00), Poznan, Poland, Springer, pp. 36–59, doi:10.1007/978-1-4471-0761-3_3
- Reichert, M.; Dadam, P.: ADEPTflex-Supporting Dynamic Changes of Workflows Without Losing Control, Journal of Intelligent Information Systems, Special Issue on Workflow Management Systems, 10(2): 93–129, Kluwer, doi:10.1023/A:1008604709862
- Dadam, P.; Reichert, M.: The ADEPT Project: A Decade of Research and Development for Robust and Flexible Process Support - Challenges and Achievements, Computer Science - Research and Development, 23(2): 81–98, Springer[44]
- Dadam, P.; Reichert, M.; Rinderle-Ma, S.; Göser, K.; Kreher, U.; Jurisch, M.: Von ADEPT zur AristaFlow BPM Suite - Eine Vision wird Realität: "Correctness by Construction" und flexible, robuste Ausführung von Unternehmensprozessen, Technical Report UIB-2009-02, Universität Ulm, Fakultät für Ingenieurwissenschaften und Informatik[52]

## Ehrungen und Auszeichnungen
- 2003: doIT Forschungs-Award des Landes Baden-Württemberg (zusammen mit Manfred Reichert[46])[71]
- 2005: Ernennung zum Fellow der Gesellschaft für Informatik (GI)[72]
- 2008: Merkle-Forschungspreis (zusammen mit Manfred Reichert[46] und Stefanie Rinderle[73][74])
- 2013: Test of Time Award der Business Process Management Conference (BPM) (zusammen mit Manfred Reichert[46] und Stefanie Rinderle)[75]